# Lípová
Lípová je ulice v Praze 2 na Novém Městě, která spojuje ulici Kateřinská s ulicí Ječná. 
Je dlouhá přibližně 190 metrů.

## Historie
Ulice se od poloviny 14. století až do 17. století nazývala Svaté Kateřiny. Poté U Lip nebo Lípová (asi od 17. století – konec 18. století nebo počátek 19. století), Zadní Lipová (konec 18. století nebo počátek 19. století – 1880) a nakonec Lípová (1880–dosud). Lípovou byla pojmenována podle vysazených lip. Lípy rostly i v ulici U Nemocnice, která se od začátku 19. století do roku 1880 jmenovala rovněž Lípová.

## Poloha a dopravní funkce
Ulice začíná (podle číslování domů) na křižovatce ulic U Nemocnice a Kateřinská, která na ni v přímém směru navazuje.
- Napojení ulice Salmovská

Končí na křižovatce s ulicí Ječná.

## Významné body v ulici
- Ústav biofyziky a informatiky 1. LF - Univerzita Karlova – Salmovská 478/1; boční trakt
- Bývalý hostinec Na křižovatce – č.p. 469/2
- Dům U Litoměřických – č.p. 471/4;
- Dům U Českého bratra – č.p. 477/9; kulturní památka
- Výzkumný ústav pivovarský a sladařský (Pivovarský dům) – č.p. 511/15, Ječná 511/16; rohová stavba
- Asociace cestovních kanceláří České republiky – č.p. 511/15; sídlí zde i Fórum cestovního ruchu České republiky

## Významné osobnosti
- František Hauser – český učitel; zemřel roku 1892 v rohovém domě č.p. 1467/5 (Salmovská 1467/2)
- Václav Maštěrovský z Jizbice (též Litoměřický) – pražský měšťan, staroměstský radní, popravený při Staroměstské exekuci; jemu a jeho ženě patřil dům U Litoměřických č.p. 471/4
- Otakar Ševčík – profesor konzervatoře a houslový virtuos; bydlel v č.p. 474/14[p. 1]

## Další informace
- V letech 1949–1954 vedla Lípovou trolejbusová trať Svatý Štěpán – Pankrác.